# Escut de Xerta

Escut oficial de Xerta

L'escut oficial de Xerta té el següent blasonament:
Escut caironat: d'argent, un taronger arrencat de sinople fruitat d'ataronjat. Per timbre, una corona mural de vila.
Va ser aprovat per la Generalitat de Catalunya el 15 de març de 1984.

Reproducció de l'antic escut de Xerta amb els quatre pals però amb el taronger actual.

L'escut representa el principal recurs econòmic de la vila. Els camps de Xerta, regats per les aigües de les fonts dels Ullals i per les de l'Ebre, produeixen verdures, farratge i fruites, entre les quals préssecs, albercocs, pomes, peres i, especialment, taronges, a més a més d'altres cítrics com ara mandarines i llimones. Recentment s'ha popularitzat molt la taronja xertolina.

## Història
A l'arxiu municipal de Xerta es conserva un document de finals del segle XIX que ens aporta informació sobre l'origen del taronger com a escut de la vila. En aquest document s'argumenta que el seu ús ve de temps immemorials (el taronger va ser introduït a la península ibèrica pels musulmans al segle xi) i recorda els orígens del municipi que van anar lligats al cultiu del taronger agre on s'aprofitava la flor (tarongina) per a usos medicinals.
D'altra banda, les primeres reproduccions gràfiques del taronger com a símbol representatiu de la vila de Xerta les trobem a començament del segle xvii, en el conflicte de la segregació de la ciutat de Tortosa, i s'utilitza per a diferenciar les armes de la vila de les de la ciutat.
En l'escut episcopal del bisbe Joan Sentís i Sunyer s'hi representa, entre altres temes, el taronger, com a representació del seu lloc de procedència. També es troba esculpit en una de les claus de volta de la nau central de l'església parroquial (1580-1690).